# Shipbuilding/Memories of You/'Round Midnight
Shipbuilding/Memories of You/'Round Midnight è un singolo di Robert Wyatt pubblicato dalla Rough Trade. Il singolo ha raggiunto la 36ª posizione nelle classifiche inglesi nel maggio del 1983.

## Shipbuilding
Shipbuilding, su testo di Elvis Costello e musica di Clive Langer è una canzone di protesta contro la guerra delle Falklands. La versione di Wyatt è stata successivamente pubblicata su Nothing Can Stop Us; mentre Costello ha inciso una sua versione apparsa su Punch the Clock.

## Memories of You
Memories of You  una canzone di Andy Razaf e Eubie Blake del 1930.

## 'Round Midnight
'Round Midnight è uno standard musicale composto da Thelonious Monk, Cootie Williams e Bernie Hanighen.